# マテウス・フェルナンデス・シケイラ
マテウス・フェルナンデス・シケイラ（Matheus Fernandes Siqueira, 1998年6月30日 - ）は、ブラジル・リオデジャネイロ州イタボライー出身のサッカー選手。レッドブル・ブラガンチーノ所属。ポジションはミッドフィールダー。

## 経歴

### クラブ
リオデジャネイロ州のイタボライー出身で、ボタフォゴFRのユースチームに加入した。
2016年にジェイア・ベンチュラ監督率いるトップチームに昇格すると、2017年1月28日にカンピオナート・カリオカのノヴァ・イグアスFC戦でデビューを果たした。2月2日、CSDコロコロ戦でコパ・リベルタドーレス初出場を果たした。
2018年12月19日、SEパルメイラスに移籍し、5年契約を締結する事が発表された 。2019年5月1日、CSA戦でパルメイラスデビューを果たした。
2020年1月31日、FCバルセロナに2020年7月1日より加入する事が発表された。移籍金は700万ユーロで、2025年6月までの5年契約を締結する。契約解除金は3億ユーロに設定された。同日、パルメイラスからシーズン終了までのレンタルでレアル・バリャドリードに移籍した。しかし、2020-21シーズンはUEFAチャンピオンズリーグでの1試合の途中出場に留まり、2021年6月29日に契約を4年残して退団した。
2021年7月9日、古巣のパルメイラスと4年契約を締結した。
2022年1月10日、アトレチコ・パラナエンセにレンタル移籍した。

## 個人成績
| クラブ         | シーズン | リーグ     | リーグ戦 | リーグ戦 | カップ戦 | カップ戦 | 国際大会 | 国際大会 | その他 | その他 | 合計 | 合計 |
| クラブ         | シーズン | リーグ     | 出場     | 得点     | 出場     | 得点     | 出場     | 得点     | 出場   | 得点   | 出場 | 得点 |
| -------------- | -------- | ---------- | -------- | -------- | -------- | -------- | -------- | -------- | ------ | ------ | ---- | ---- |
| ボタフォゴ     | 2017     | セリエA    | 22       | 0        | 5        | 0        | -        | -        | 6      | 0      | 27   | 0    |
| ボタフォゴ     | 2018     | セリエA    | 33       | 0        | 0        | 0        | -        | -        | 7      | 0      | 40   | 0    |
| ボタフォゴ     | 通算     | 通算       | 55       | 0        | 5        | 0        | -        | -        | 13     | 0      | 67   | 0    |
| パルメイラス   | 2019     | セリエA    | 11       | 1        | 1        | 0        | 0        | 0        | 0      | 0      | 12   | 1    |
| パルメイラス   | 通算     | 通算       | 11       | 1        | 1        | 0        | 0        | 0        | 0      | 0      | 12   | 1    |
| バジャドリード | 2019-20  | プリメーラ | 3        | 0        | 0        | 0        | -        | -        | 0      | 0      | 3    | 0    |
| バジャドリード | 通算     | 通算       | 3        | 0        | 0        | 0        | -        | -        | 0      | 0      | 3    | 0    |
| バルセロナ     | 2020-21  | プリメーラ | 0        | 0        | 0        | 0        | 1        | 0        | 0      | 0      | 1    | 0    |
| バルセロナ     | 通算     | 通算       | 0        | 0        | 0        | 0        | 1        | 0        | 0      | 0      | 1    | 0    |
| 総通算         | 総通算   | 総通算     | 69       | 1        | 6        | 0        | 1        | 0        | 13     | 0      | 83   | 1    |

## タイトル

### クラブ
ボタフォゴFR
- カンピオナート・カリオカ : 2018